# Postcard

Postcard est une chanson du groupe britannique The Who, parue sur l'album de compilation Odds & Sods. La chanson, composée par le bassiste John Entwistle, est sortie comme le premier single de l'album et a atteint la 64e position dans le classement du magazine Cash Box.

## Personnel
- Roger Daltrey : chant
- John Entwistle : basse
- Pete Townshend : guitare
- Keith Moon : batterie